# السعودية في الألعاب العسكرية العالمية 2015
شاركت السعودية في الألعاب العسكرية العالمية 2015، التي أُقيمت في مونغيونغ بكوريا الجنوبية، في الفترة الممتدة من 2 أكتوبر إلى 11 أكتوبر 2015. حقق الوفد السعودي ميداليتين ذهبيتين واحتل المركز ال27 في جدول ترتيب الدول المشاركة.

## جدول الميداليات
| الميدالية | الحدث   | الرقم        | الرياضي     | مرجع  |
| --------- | ------- | ------------ | ----------- | ----- |
| ذهبية     | 400 متر | 45.18 (GR)   | يوسف مسرحي  | [ 2 ] |
| ذهبية     | 800 متر | 1:45.50 (GR) | علي الدرعان | [ 3 ] |

## ألعاب القوى
| المتسابق           | الحدث              | الدور الأول | الدور الأول | نصف النهائي            | نصف النهائي            | النهائي                | النهائي                |
| المتسابق           | الحدث              | نتيجة       | رتبة        | نتيجة                  | رتبة                   | نتيجة                  | رتبة                   |
| ------------------ | ------------------ | ----------- | ----------- | ---------------------- | ---------------------- | ---------------------- | ---------------------- |
| عبد الله أحمد أبكر | 200 متر            | 21.81       | 24          | 21.89                  | 17                     | أقصي في نصف النهاية    | أقصي في نصف النهاية    |
| يوسف مسرحي         | 400 متر            | 46.36       | 3           | 46.28                  | 4                      | 45.18                  |                        |
| مازن الياسين       | 400 متر            | 49.29       | 31          | أقصي في الدور الأول    | أقصي في الدور الأول    | أقصي في الدور الأول    | أقصي في الدور الأول    |
| علي الدرعان        | 800 متر            | 1:48.98     | 2           | 1:49.16                | 1                      | 1:45.50                |                        |
| عبد الله الصالحي   | 1500 متر           | 3:48.74     | 7           |                        |                        | 3:53.24                | 11                     |
| طارق أحمد العمري   | 5000 متر           | 13:53.35    | 2           |                        |                        | 13:34.89               | 4                      |
| عبد الله الصالحي   | 5000 متر           | 14:20.42    | 9           | أقصي في الدور الأول    | أقصي في الدور الأول    | أقصي في الدور الأول    | أقصي في الدور الأول    |
| أحمد المولد        | 110 متر حواجز      | 14.14       | 5           |                        |                        | DQ                     | 8                      |
| عبد الله الصالحي   | 4 × 100 متر تتابع  | DNS         | 16          | الإقصاء من الدور الأول | الإقصاء من الدور الأول | الإقصاء من الدور الأول | الإقصاء من الدور الأول |
| علي الدرعان        | 4 × 100 متر تتابع  | DNS         | 16          | الإقصاء من الدور الأول | الإقصاء من الدور الأول | الإقصاء من الدور الأول | الإقصاء من الدور الأول |
| مازن الياسين       | 4 × 100 متر تتابع  | DNS         | 16          | الإقصاء من الدور الأول | الإقصاء من الدور الأول | الإقصاء من الدور الأول | الإقصاء من الدور الأول |
| عبد الله أحمد أبكر | 4 × 100 متر تتابع  | DNS         | 16          | الإقصاء من الدور الأول | الإقصاء من الدور الأول | الإقصاء من الدور الأول | الإقصاء من الدور الأول |
| مخلد العتيبي       | الماراثون (الفردي) | DNF         |             |                        |                        |                        |                        |

### رمي الجلة
| الترتيب | الرياضي      | #1    | #2 | #3    | #4    | #5    | #6 | النقطة | مرجع  |
| ------- | ------------ | ----- | -- | ----- | ----- | ----- | -- | ------ | ----- |
| 5       | سلطان الحبشي | 17.86 | x  | 18.42 | 18.35 | 19.04 | x  | 19.04  | [ 4 ] |

### رمي القرص
| الترتيب | الرياضي       | #1    | #2    | #3 | #4    | #5 | #6    | النقطة | مرجع  |
| ------- | ------------- | ----- | ----- | -- | ----- | -- | ----- | ------ | ----- |
| 8       | سلطان الداودي | 56.84 | 57.77 | x  | 57.92 | x  | 56.26 | 57.92  | [ 5 ] |

### الوثب الطويل

#### نصف النهائي
| الترتيب | الرياضي          | #1 | #2              | #3              | النقطة          | مرجع              |
| ------- | ---------------- | -- | --------------- | --------------- | --------------- | ----------------- |
| 4       | أحمد فايز مرزوق  | x  | 7.54 (+0.8 m/s) | 7.26 (+1.7 m/s) | 7.54 (+0.8 m/s) | [ 6 ] [ 7 ] [ 8 ] |
|         | حسين طاهر السابي |    |                 |                 | DNS             |                   |

#### النهائي
| الترتيب | الرياضي         | #1              | #2              | #3              | #4              | #5              | #6              | النقطة          | مرجع  |
| ------- | --------------- | --------------- | --------------- | --------------- | --------------- | --------------- | --------------- | --------------- | ----- |
| 6       | أحمد فايز مرزوق | 7.26 (-0.2 m/s) | 7.35 (-2.0 m/s) | 7.34 (-1.3 m/s) | 7.14 (-1.7 m/s) | 7.30 (-0.1 m/s) | 7.20 (-1.5 m/s) | 7.35 (-2.0 m/s) | [ 9 ] |